# Jose Perez
Jose P. Perez (Batangas City, 14 december 1946 – 12 augustus 2021) was een Filipijns rechter. Hij was van 2009 tot eind 2016 rechter in het Filipijns hooggerechtshof.   

## Biografie
Perez werd op 14 december 1946 geboren in Batangas City in de provincie Batangas als zoon van Luciano G. Perez en Engracia R. Portugal. Hij behaalde in 1971 zijn Bachelor-diploma rechten aan de University of the Philippines. Hij behoorde er tot de top-10 van zijn jaargang. Na zijn afstuderen werd Perez benoemd als juridisch medewerker van het Office of the Reporter van het Filipijns hooggerechtshof. In 1977 werd hij benoemd als juridisch adviseur van opperrechter Fred Castro. In 1987 volgde een promotie tot assistent-griffier van het hooggerechtshof en in 1996 werd hij benoemd tot Assistant Court Administrator. In 2000 volgde een promotie tot Deputy Court Administrator, waarna hij in 2008 tot Court Administrator werd benoemd. In 2009 werd Perez door president Gloria Macapagal-Arroyo benoemd tot rechter van het hooggerechtshof. Hij was daarmee de eerste rechter die zijn hele carrière binnen het hooggerechtshof doorliep. Op zijn 70e verjaardag, eind 2016 volgde zijn, wettelijk verplicht, pensioen als rechter.
Perez overleed op 74-jarige leeftijd.